# Distretto di Artuklu
Il distretto di Artuklu è un distretto della provincia di Mardin, in Turchia. Fino al 2012 costituiva il distretto centrale della provincia di Mardin, rinominato in Artuklu poiché, a seguito dell'istituzione del comune metropolitano di Mardin, quest'ultimo nome è stato riservato alla città.
Il nome Artuklu fa riferimento alla dinastia turca che nel XIV secolo si insediò in città.